# Cinara keteleeriae
Cinara keteleeriae är en insektsart. Cinara keteleeriae ingår i släktet Cinara och familjen långrörsbladlöss. Inga underarter finns listade i Catalogue of Life.